# Diócesis de la Iglesia del Oriente hasta 1318

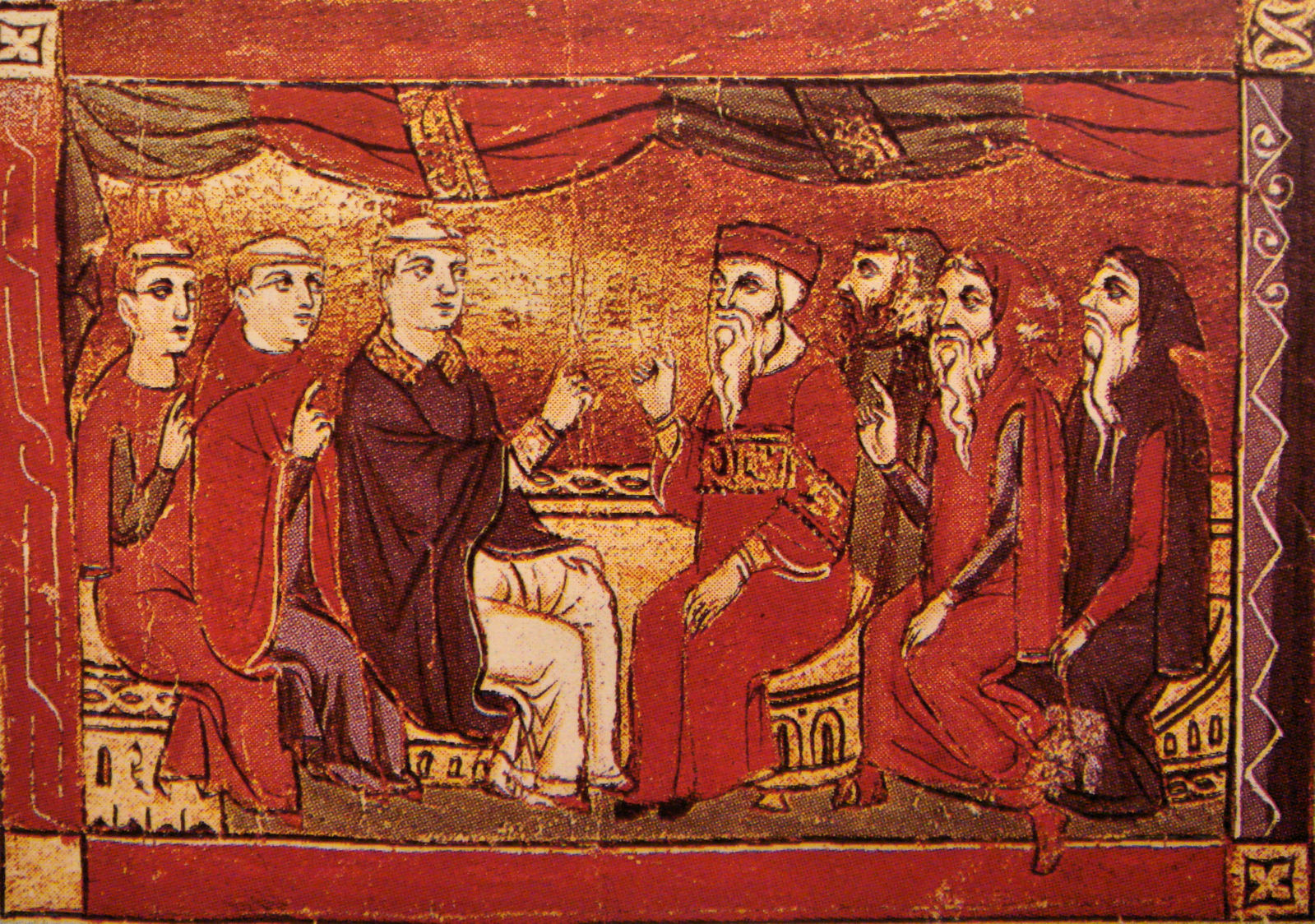
Obispos sirios, armenios y latinos debaten la doctrina cristiana en la ciudad cruzada de Acre, a finales del

En el apogeo de su poder, en el siglo X, las diócesis de la Iglesia del Oriente eran más de cien y se las encontraba desde Egipto hasta China. Estas diócesis se organizaron en seis provincias interiores en el corazón de la Iglesia en Mesopotamia, y una docena o más de provincias exteriores de segundo rango. La mayoría de las provincias exteriores estaban ubicadas en Irán, Asia Central, India y China, lo que testimonia la notable expansión oriental de la Iglesia en la Edad Media. También se establecieron varias diócesis siríacas orientales en las ciudades del Mediterráneo oriental, en Palestina, Siria, Cilicia y Egipto.

## Fuentes

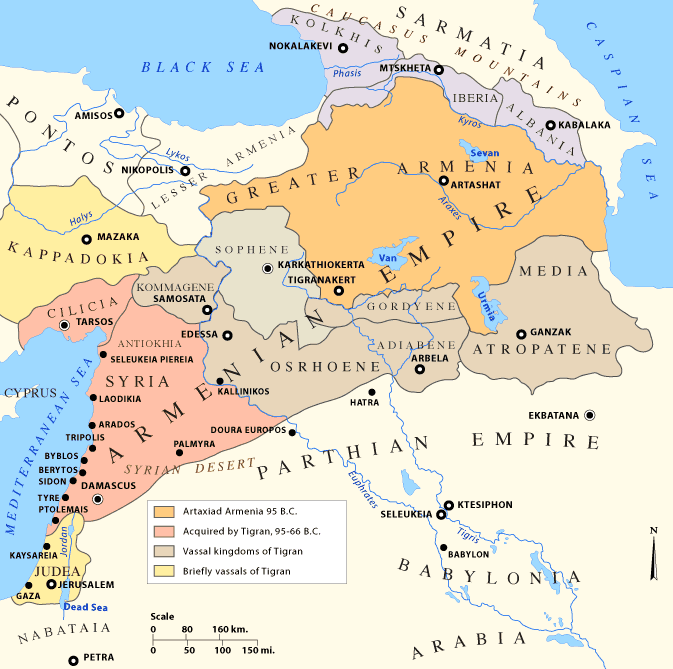
Las provincias occidentales del Imperio parto

## Período parto
A mediados del siglo IV, cuando muchos de sus obispos fueron martirizados durante la persecución de Sapor II, la Iglesia del Oriente probablemente tenía veinte o más diócesis dentro de las fronteras del Imperio sasánida, en Beth Aramaye (ܒܝܬ ܐܪܡܝܐ), Beth Huzaye (ܒܝܬ ܗܘܙܝܐ), Maishan (ܡܝܫܢ), Adiabene (Hdyab, ܚܕܝܐܒ) y Beth Garmaï (ܒܝܬܓܪܡܝ), y posiblemente también en Jorasán. Algunas de estas diócesis pueden haber tenido al menos un siglo de antigüedad, y es posible que muchas de ellas se fundaran antes del período sasánida. Según la Crónica de Erbil había varias diócesis en Adiabene y en otras partes del Imperio parto ya a fines del siglo I, y más de veinte diócesis en 225 en Mesopotamia y el norte de Arabia, incluidas las siguientes diecisiete diócesis nombradas: Bēṯ Zaḇdai (ܒܝܬ ܙܒܕܝ), Karkhā d-Bēṯ Slōkh (ܟܪܟܐ ܕܒܝܬ ܣܠܘܟ), Kaskar (ܟܫܟܪ), Bēṯ Lapaṭ (ܒܝܬ ܠܦܛ), Hormīzd Ardašīr (ܗܘܪܡܝܙܕ ܐܪܕܫܝܪ), Prāṯ d-Maišān (ܦܪܬ ܕܡܝܫܢ), Ḥnīṯā (ܚܢܝܬܐ), Ḥrḇaṯ Glāl (ܚܪܒܬ ܓܠܠ), Arzun (ܐܪܙܘܢ), Beth Niqator (aparentemente un distrito en Beth Garmaï), Shahrgard, Beth Meskene (posiblemente Piroz Shabur, luego una diócesis siríaca occidental), Hulwan (ܚܘܠܘܐܢ), Beth Qatraye (ܒܝܬ ܩܛܪܝܐ) Hazza (probablemente el pueblo de ese nombre cerca Erbil, aunque la lectura está en disputa), Dailam y Shigar (Sinyar). Las ciudades de Nísibis (ܢܨܝܒܝܢ) y Seleucia-Ctesifonte, no tenían obispos en este período debido a la hostilidad de los paganos hacia una presencia cristiana abierta en las ciudades. La lista es plausible, aunque quizás sea sorprendente encontrar diócesis de Hulwan, Beth Qatraye, Dailam y Shigar tan pronto, y no está claro si Beth Niqator fue alguna vez una diócesis siríaca oriental.

## Período sasánida

Provincias metropolitanas de la Iglesia del Oriente.
Mesopotamia
Persia
Fuera del Imperio sasánida
Área de actividades misioneras

Durante el siglo IV las diócesis de la Iglesia del Oriente comenzaron a agruparse en grupos regionales, buscando liderazgo para el obispo de la ciudad principal de la región. Este proceso se formalizó en el sínodo de Isaac en 410, que primero afirmó la prioridad del 'gran metropolitano' de Seleucia-Ctesifonte y luego agrupó la mayoría de las diócesis mesopotámicas en cinco provincias geográficas (por orden de precedencia, Beth Huzaye, Nísibis, Maishan, Adiabene y Beth Garmaï), cada una encabezada por un obispo metropolitano con jurisdicción sobre varios obispos sufragáneos. El canon XXI del sínodo presagió la extensión de este principio metropolitano a varias diócesis más remotas en Fars, Media, Tabaristán, Jorasán y otros lugares. En la segunda mitad del siglo VI los obispos de Rev Ardashir y Merv (y posiblemente Herat) también se convirtieron en metropolitanos. El nuevo estatus de los obispos de Rev Ardashir y Merv fue reconocido en el sínodo de José en 554, y en adelante ocuparon el sexto y séptimo lugar en precedencia respectivamente después del metropolitano de Beth Garmaï. El obispo de Hulwan se convirtió en metropolitano durante el reinado de Ishoʿyahb II (628-645). El sistema establecido en este sínodo sobrevivió sin cambios en lo esencial durante casi un milenio. Aunque durante este período el número de provincias metropolitanas aumentó a medida que se expandían los horizontes de la Iglesia, y aunque algunas diócesis sufragáneas dentro de las seis provincias metropolitanas originales se extinguieron y otras tomaron su lugar, todas las provincias metropolitanas creadas o reconocidas en 410 todavía existían en 1318.

### Provincias del interior

#### Provincia del patriarca
El patriarca se estableció en Seleucia-Ctesifonte o, más precisamente, la fundación sasánida de Veh-Ardashir en la orilla occidental del río Tigris, construida en el siglo III junto a la antigua ciudad de Seleucia del Tigris, que luego fue abandonada. La ciudad de Ctesifonte, fundada por los partos, estaba cerca en la orilla este del Tigris, y la ciudad doble siempre fue conocida por su nombre inicial de Seleucia-Ctesfonte por los siríacos orientales. No era normal que el jefe de una Iglesia oriental administrara una provincia eclesiástica además de sus muchos otros deberes, pero las circunstancias hicieron necesario que Yahballaha I asumiera la responsabilidad de varias diócesis en Beth Aramaye.
Las diócesis de Kaskar, Zabe, Hirta (al-Hira), Beth Daraye y Dasqarta d'Malka (la capital sasánida de invierno, Dastagird), sin duda debido a su antigüedad o su proximidad a la capital Seleucia-Ctesifonte, se mostraron reacias a ser colocadas bajo la jurisdicción de un metropolitano, y se consideró necesario tratarlas con tacto. Una relación especial entre la diócesis de Kaskar, que se cree que fue una fundación apostólica, y la diócesis de Seleucia-Ctesifonte se definió en el canon XXI del sínodo de 410:

La primera y principal sede es la de Seleucia y Ctesifonte; el obispo que la ocupa es el gran metropolitano y jefe de todos los obispos. El obispo de Kaskar está bajo la jurisdicción de este metropolitano; es su brazo derecho y ministro, y gobierna la diócesis después de su muerte.

Aunque los obispos de Beth Aramaye fueron amonestados en las actas de estos sínodos, persistieron en su intransigencia, y en 420 Yahballaha los colocó bajo su supervisión directa. Este arreglo ad hoc se formalizó más tarde con la creación de una "provincia del patriarca". Como se presagió en el sínodo de Isaac en 410, Kaskar era la diócesis de más alto rango en esta provincia, y el obispo de Kaskar se convirtió en el 'guardián del trono' (natar kursya) durante el interregno entre la muerte de un patriarca y la elección de su sucesor. La diócesis de Dasqarta d'Malka no se volvió a mencionar después del 424, pero los obispos de las otras diócesis estuvieron presentes en la mayoría de los sínodos de los siglos V y VI. Tres diócesis más en Beth Aramaye se mencionan en las actas de los sínodos posteriores: Piroz Shabur (mencionada por primera vez en 486); Tirhan (mencionada por primera vez en 544); y Shenna d'Beth Ramman o Qardaliabad (mencionada por primera vez en 576). Las tres diócesis iban a tener una larga historia.

#### Provincia de Beth Huzaye (Elam)
El metropolitano de Beth Huzaye (ʿIlam o Elam), que residía en la ciudad de Beth Lapat (Veh az Andiokh Shapur), gozaba del derecho de consagrar a un nuevo patriarca. En 410 no fue posible nombrar un metropolitano para Beth Huzaye, ya que varios obispos de Beth Lapat competían por la precedencia y el sínodo se negó a elegir entre ellos. En cambio, simplemente estableció que una vez que fuera posible nombrar a un metropolitano, tendría jurisdicción sobre las diócesis de Karka d'Ledan, Hormizd Ardashir, Shushter (Shushtra, ܫܘܫܛܪܐ) y Susa (Shush, ܫܘܫ). Todas estas diócesis fueron fundadas al menos un siglo antes, y sus obispos estuvieron presentes en la mayoría de los sínodos de los siglos V y VI. Un obispo de Isfahán estuvo presente en el sínodo de Dadishoʿ en 424, y en 576 hubo también diócesis para Mihraganqadaq (probablemente la 'Beth Mihraqaye' incluida en el título de la diócesis de Isfahán en 497) y Ram Hormizd (Ramiz).

#### Provincia de Nísibis
En 363 el emperador romano Joviano se vio obligado a ceder Nísibis y cinco distritos vecinos a Persia para sacar al ejército derrotado de su predecesor Juliano el Apóstata del territorio persa. La región de Nísibis, después de casi cincuenta años de gobierno de Constantino I y sus sucesores cristianos, bien pudo haber tenido más cristianos que todo el Imperio sasánida, y esta población cristiana fue absorbida por la Iglesia del Oriente en una sola generación. El impacto de la cesión de Nísibis en la demografía de la Iglesia del Oriente fue tan marcado que la provincia de Nísibis ocupó el segundo lugar entre las cinco provincias metropolitanas establecidas en el sínodo de Isaac en 410, una precedencia aparentemente concedida sin disputa por los obispos de las tres provincias persas más antiguas relegadas a un rango inferior.
El obispo de Nísibis fue reconocido en 410 como el metropolitano de Arzún (ܐܪܙܘܢ), Qardu (ܩܪܕܘ), Beth Zabdaï (ܒܝܬ ܙܒܕܝ), Beth Rahimaï (ܒܝܬ ܪܚܡܝ) y Beth Moksaye (ܒܝܬ ܡܘܟܣܝܐ). Estos eran los nombres siríacos de Arzanene, Corduene, Zabdicene, Rehimene y Moxoene, los cinco distritos cedidos por el Imperio romano a Persia en 363. La diócesis metropolitana de Nísibis (ܢܨܝܒܝܢ) y las diócesis sufragáneas de Arzún, Qardu y Beth Zabdaï iban a disfrutar de una larga historia, pero Beth Rahimaï no se menciona de nuevo, mientras que Beth Moksaye no se menciona después de 424, cuando su obispo Atticus (probablemente, por su nombre, un romano) suscribió las actas del sínodo de Dadishoʿ. Además del obispo de Arzún, un obispo de 'Aoustan d'Arzun' (identificado plausiblemente con el distrito de Ingilene) también asistió a estos dos sínodos, y su diócesis también fue asignada a la provincia de Nísibis. La diócesis de Aoustan d'Arzun sobrevivió hasta el siglo VI, pero no se menciona después de 554.
Durante los siglos V y VI se fundaron tres nuevas diócesis en la provincia de Nísibis en territorio persa, en Beth ʿArabaye (el interior de Nísibis, entre Mosul y los ríos Tigris y Khabur) y en la región montañosa al noreste de Arzún. Hacia 497 se había establecido una diócesis en Balad (la moderna Eski Mosul) en el Tigris, que persistió hasta el siglo XIV. En 563 había también una diócesis para Shigar (Sinyar), en el interior de Beth ʿArabaye, y en 585 una diócesis para Kartwaye, el país al oeste del lago Van habitado por los kurdos de Kartaw. David fue el obispo de los kurdos de Kartaw durante o poco después del reinado de Hnanisho I (686-698).
La famosa Escuela de Nísibis fue un importante seminario y academia teológica de la Iglesia del Oriente durante el último período sasánida, y en los dos últimos siglos de dominio sasánida generó una notable efusión de erudición teológica siríaca oriental.

#### Provincia de Maishan
En el sur de Mesopotamia el obispo de Prath d'Maishan (ܦܪܬ ܕܡܝܫܢ) se convirtió en metropolitano de Maishan (ܡܝܫܢ) en 410, responsable también de las tres diócesis sufragáneas de Karka d'Maishan (ܟܪܟܐ ܕܡܝܫܢ), Rima (ܪܝܡܐ) y Nahargur (ܢܗܪܓܘܪ). Los obispos de estas cuatro diócesis asistieron a la mayoría de los sínodos de los siglos V y VI.

#### Provincia de Adiabene

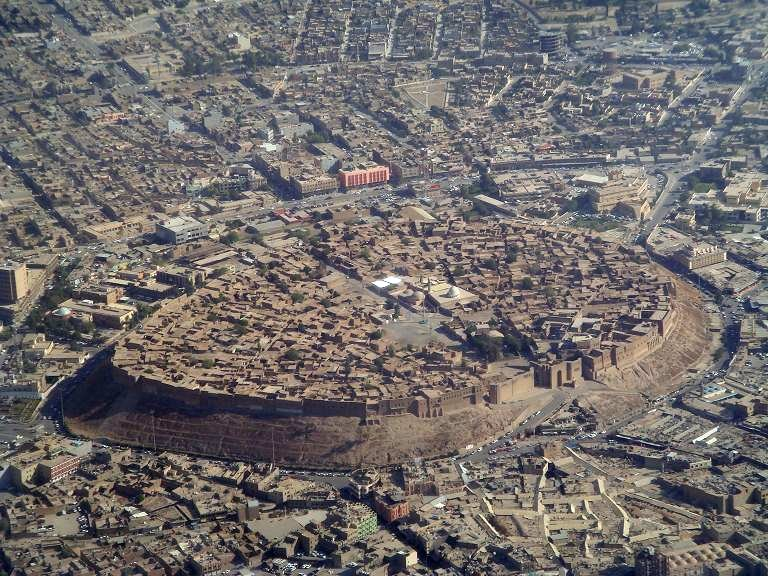
La Ciudadela de Erbil, capital de la provincia metropolitana siríaca oriental de Adiabene

El obispo de Erbil se convirtió en metropolitano de Adiabene en 410, responsable también de las seis diócesis sufragáneas de Beth Nuhadra (ܒܝܬ ܢܘܗܕܪܐ), Beth Bgash, Beth Dasen, Ramonin, Beth Mahqart y Dabarin. Los obispos de las diócesis de Beth Nuhadra, Beth Bgash y Beth Dasen, que cubrían las regiones modernas de ʿAmadiya y Hakkâri, estuvieron presentes en la mayoría de los primeros sínodos, y estas tres diócesis continuaron sin interrupción hasta el siglo XIII. Las otras tres diócesis no se mencionan nuevamente, y se han identificado tentativamente con tres diócesis más conocidas con otros nombres: Ramonin con Shenna d'Beth Ramman en Beth Aramaye, en el Tigris cerca de su unión con el río Gran Zab; Beth Mahrqart con Beth Qardu en la región de Nísibis, al otro lado del Tigris desde el distrito de Beth Zabdaï; y Dabarin con Tirhan, un distrito de Beth Aramaye que se encuentra entre el Tigris y el Jabal Ḥamrin, al suroeste de Beth Garmaï.
A mediados del siglo VI también había diócesis en la provincia de Adiabene para Maʿaltha (ܡܥܠܬܐ) o Maʿalthaya (ܡܥܠܬܝܐ), una ciudad en el distrito de Hnitha (ܚܢܝܬܐ) o Zibar al este de Aqrah, y para Nínive. La diócesis de Maʿaltha se menciona por primera vez en 497 y la diócesis de Nínive en 554, y los obispos de ambas diócesis asistieron a la mayoría de los sínodos posteriores.

#### Provincia de Beth Garmaï
El obispo de Karka d'Beth Slokh (ܟܪܟܐ ܕܒܝܬ ܣܠܘܟ, actual Kirkuk) se convirtió en metropolitano de Beth Garmaï, responsable también de las cinco diócesis sufragáneas de Shahrgard, Lashom (ܠܫܘܡ), Mahoze d'Arewan (ܡܚܘܙܐ ܕܐܪܝܘܢ), Radani y Hrbath Glal (ܚܪܒܬܓܠܠ). Los obispos de estas cinco diócesis se encuentran en la mayoría de los sínodos de los siglos V y VI. También existían otras dos diócesis en el distrito de Beth Garmaï en el siglo V que no parecen haber estado bajo la jurisdicción de su metropolitano. Una diócesis existía en Tahal ya en 420, que parece haber sido una diócesis independiente hasta poco antes de finales del siglo VI, y obispos del distrito de Karme en la orilla occidental del Tigris alrededor de Tagrit, en siglos posteriores fue un baluarte sirio occidental, estuvieron presentes en los sínodos de 486 y 554.

#### Diócesis no localizadas
Varias diócesis mencionadas en las actas de los primeros sínodos no se pueden localizar de manera convincente. Un obispo Ardaq de 'Mashkena d'Qurdu' estuvo presente en el sínodo de Dadishoʿ en 424, un obispo Mushe de 'Hamir' en el sínodo de Acacius en 486, obispos de 'Barhis' en los sínodos de 544, 576 y 605, y un obispo de ʿAïn Sipne en el sínodo de Ezequiel en 576. Dada la asistencia personal de sus obispos a estos sínodos, estas diócesis probablemente estaban en Mesopotamia y no en las provincias exteriores.

### Provincias exteriores
El canon XXI del sínodo de 410 dispuso que 'los obispos de las diócesis más remotas de Fars, las Islas, Beth Madaye [Media], Beth Raziqaye [Rai] y también el país de Abrashahr [Nishapur], deben aceptar posteriormente la definición establecida en este concilio '. Esta referencia demuestra que la influencia de la Iglesia del Oriente en el siglo V se había extendido más allá de las fronteras no iraníes del Imperio sasánida para incluir varios distritos dentro del propio Irán, y también se había extendido hacia el sur hasta las islas frente a la costa árabe del golfo pérsico, que estaban bajo el control sasánida en ese período. A mediados del siglo VI, el alcance de la Iglesia parece haberse extendido mucho más allá de las fronteras del Imperio sasánida, ya que un pasaje en las actas del sínodo de Aba I en 544 se refiere a las comunidades siríacas orientales 'en cada distrito y cada ciudad a lo largo del territorio del Imperio persa, en el resto del Oriente y en los países vecinos'.

#### Fars y Arabia
Había al menos ocho diócesis en Fars y las islas del golfo pérsico en el siglo V, y probablemente once o más al final del período sasánida. En Fars, la diócesis de Rev Ardashir se menciona por primera vez en 420, las diócesis de Ardashir Khurrah (Shiraf), Darabgard, Istakhr y Kazrun (Shapur o Bih Shapur) en 424, y una diócesis de Qish en 540. En la costa árabe del golfo pérsico las diócesis que se mencionan por primera vez son Dairin y Mashmahig en 410 y Beth Mazunaye (Omán) en 424. Para el 540, el obispo de Rev Ardashir se había convertido en metropolitano, responsable de las diócesis de Fars y Arabia. Una cuarta diócesis árabe, Hagar, se menciona por primera vez en 576, y una quinta diócesis, Hatta (anteriormente parte de la diócesis de Hagar) se menciona por primera vez en las actas de un sínodo regional celebrado en la isla de Dairin en el golfo pérsico en 676 por el patriarca Giwargis para determinar la sucesión episcopal en Beth Qatraye, pero puede haber sido creada antes de la conquista árabe.

#### Jorasán y Segestán
Una diócesis siríaca oriental para Abrashahr (Nishapur) evidentemente existía a principios del siglo V, aunque no fue asignada a una provincia metropolitana en 410. Tres diócesis siríacas orientales más en Jorasán y Segestán se atestiguan unos años más tarde. Los obispos Bar Shaba de Merv, David de Abrashahr, Yazdoï de Herat y Aphrid de Segestán estuvieron presentes en el sínodo de Dadishoʿ en 424. El nombre poco común del obispo de Merv, Bar Shaba, significa 'hijo de la deportación', lo que sugiere que la comunidad cristiana de Merv pudo haber sido deportada del territorio romano.
La diócesis de Segestán, cuyo obispo probablemente se estableció en Zarang, fue disputada durante el cisma de Narsaï y Elishaʿ en la década de 520. El patriarca Aba I resolvió la disputa en 544 dividiendo temporalmente la diócesis, asignando Zarang, Farah y Qash al obispo Yazdaphrid y Bist y Rukut al obispo Sargis. Ordenó que la diócesis se reuniera tan pronto como muriera uno de estos obispos.
La población cristiana de la región de Merv parece haber aumentado durante el siglo VI, ya que el obispo de Merv fue reconocido como metropolitano en el sínodo de José en 554 y Herat también se convirtió en diócesis metropolitana poco después. El primer metropolitano conocido de Herat estuvo presente en el sínodo de Ishoʿyahb I en 585. La creciente importancia de la región de Merv para la Iglesia del Oriente también está atestiguada por la aparición de varios centros cristianos más a finales del siglo V y VI. A finales del siglo V, la diócesis de Abrashahr (Nishapur) también incluía la ciudad de Tus, cuyo nombre figuraba en 497 en el título del obispo Yohannis de 'Tus y Abrashahr'. Parece que también se crearon cuatro diócesis más en el siglo VI. Los obispos Yohannan de 'Abiward y Shahr Peroz' y Theodore de Merw-i Rud aceptaron las actas del sínodo de José en 554, este último por carta, mientras que los obispos Habib de Pusang y Gabriel de 'Badisi y Qadistan' se adhirieron por poder a las decisiones del sínodo de Ishoʿyahb I en 585, enviando diáconos para representarlos. Ninguna de estas cuatro diócesis se volvió a mencionar, y no está claro cuándo caducaron.

#### Media
A finales del siglo V había al menos tres diócesis siríacas orientales en la provincia sasánida de Media en el oeste de Irán. El canon XXI del sínodo de Isaac en 410 presagió la extensión del principio metropolitano a los obispos de Beth Madaye y otras regiones relativamente remotas. Hamadán (antigua Ecbatana) era la ciudad principal de Media, y el nombre siríaco Beth Madaye (Media) se usaba regularmente para referirse a la diócesis siríaca oriental de Hamadán, así como a la región en su conjunto. Aunque no hay ningún obispo siríaco oriental de Beth Madaye antes de 457, esta referencia probablemente indica que la diócesis de Hamadán ya existía en 410. Los obispos de Beth Madaye estuvieron presentes en la mayoría de los sínodos celebrados entre 486 y 605. Otras dos diócesis en el oeste de Irán, Beth Lashpar (Hulwan) y Masabadan, también parecen haberse establecido en el siglo V. Un obispo de 'la deportación de Beth Lashpar' estuvo presente en el sínodo de Dadishoʿ en 424, y los obispos de Beth Lashpar también asistieron a los sínodos posteriores de los siglos V y VI. Los obispos de la cercana localidad de Masabadan estuvieron presentes en el sínodo de José en 554 y el sínodo de Ezequiel en 576.

#### Rai y Tabaristán
En Tabaristán (norte de Irán), la diócesis de Rai (Beth Raziqaye) se menciona por primera vez en 410, y parece haber tenido una sucesión de obispos bastante ininterrumpida durante los siguientes seis siglos y medio. Los obispos de Rai se atestiguan por primera vez en 424 y se mencionan por última vez hacia finales del siglo XI.
Una diócesis siríaca oriental se estableció en la provincia sasánida de Gurgan (Hyrcania) al sureste del mar Caspio en el siglo V para una comunidad de cristianos deportados del territorio romano. El obispo Domiciano 'de la deportación de Gurgan', evidentemente de su nombre un romano, estuvo presente en el sínodo de Dadishoʿ en 424, y otros tres obispos de Gurgan de los siglos V y VI asistieron a los sínodos posteriores, el último de los cuales, Zaura, fue uno de los signatarios de las actas del sínodo de Ezequiel en 576. Los obispos de Gurgan probablemente se asentaron en la capital provincial Astarabad.

#### Adarbaigán y Gilán
Los obispos de la diócesis de 'Adarbaigán' estuvieron presentes en la mayoría de los sínodos entre 486 y 605. La diócesis de Adarbaigán parece haber cubierto el territorio incluido dentro de la provincia sasánida de Atropatene. Limitaba al oeste con las llanuras de Salmas y Urmía al oeste del lago Urmía y al sur con la diócesis de Salakh en la provincia de Adiabene. Su centro parece haber sido la ciudad de Ganzak. La diócesis de Adarbaigán no fue asignada a una provincia metropolitana en 410, y puede haber permanecido independiente durante todo el período sasánida. Sin embargo, a finales del siglo VIII, Adarbaigán era una diócesis sufragánea en la provincia de Adiabene.
Una diócesis siríaca oriental para Paidangaran (moderno Baylaqan) está atestiguada durante el siglo VI, pero solo se conocen dos de sus obispos. El obispo Yohannan de Paidangaran, mencionado por primera vez en 540, se adhirió a las actas del sínodo de Mar Aba I en 544. El obispo Yaʿqob de Paidangaran estuvo presente en el sínodo de José en 544.
El obispo Surin de 'Amol y Gilán' estuvo presente en el sínodo de José en 554.

## Períodos omeya y abasí
Un buen punto de partida para una discusión sobre la organización diocesana de la Iglesia del Oriente después de la conquista árabe es una lista de quince 'eparquías' o provincias eclesiásticas siríacas orientales contemporáneas compiladas en 893 por el metropolitano Eliya de Damasco. La lista (en árabe) incluía la provincia del patriarca y catorce provincias metropolitanas: Jundishabur (Beth Huzaye), Nisibin (Nísibis), al-Basra (Maishan), al-Mawsil (Mosul), Bajarmi (Beth Garmaï), al-Sham (Damasco), al-Ray (Rai), Hara (Herat), Maru (Merv), Armenia, Qand (Samarkanda), Fars, Bardaʿa y Hulwan.
Una fuente importante para la organización eclesiástica de la Iglesia del Oriente en el siglo XII es una colección de cánones, atribuida al patriarca Eliya III (1176-1190), para la consagración de obispos, metropolitanos y patriarcas. Incluido en los cánones está lo que parece ser una lista contemporánea de veinticinco diócesis siríacas orientales, en el siguiente orden: (a) Nísibis; (b) Mardin; c) Amida y Maiperqat; (d) Singara; e) Beth Zabdaï; (f) Erbil; (g) Beth Waziq; h) Athor [Mosul]; (i) Balad; (j) Marga; k) Kfar Zamre; (l) Fars y Kirman; m) Hindaye y Qatraye (India y Arabia septentrional); (n) Arzún y Beth Dlish (Bidlis); (o) Hamadán; (p) Halah; (q) Urmía; r) Halat, Van y Wastan; (s) Najran; (t) Kaskar; u) Shenna d'Beth Ramman; (v) Nevaketh; (w) Socotora; (x) Pushtadar; e (y) las islas del mar.
Hay algunas omisiones obvias en esta lista, en particular varias diócesis en la provincia de Mosul, pero probablemente sea legítimo concluir que todas las diócesis mencionadas en la lista todavía existían en el último cuarto del siglo XII. Si es así, la lista tiene algunas sorpresas interesantes, como la supervivencia de las diócesis para Fars y Kirman y para Najrán en esta fecha tan tardía. La mención de la diócesis de Kfar Zamre cerca de Balad, atestiguada solo una vez antes, en 790, es otra sorpresa, al igual que la mención de una diócesis de Pushtadar en Persia. Sin embargo, no es necesario dudar de la autenticidad de la lista. Su mención de las diócesis de Nevaketh y las Islas del Mar tiene una actualidad convincente.

### Provincias del interior

#### Provincia del patriarca

Provincias eclesiásticas de la Iglesia del Oriente en el siglo X

Según Eliya de Damasco, había trece diócesis en la provincia del patriarca en 893: Kaskar, al-Tirhan, Dair Hazql (un nombre alternativo para al-Nuʿmaniya, la ciudad principal de la diócesis de Zabe), al-Hira (Hirta), al-Anbar (Piroz Shabur), al-Sin (Shenna d'Beth Ramman), ʿUkbara, al-Radhan, Nifr, al-Qasra, 'Ba Daraya y Ba Kusaya' (Beth Daraye), ʿAbdasi (Nahargur) y al-Buwazikh (Konishabur o Beth Waziq). Ocho de estas diócesis ya existían en el período sasánida, pero la diócesis de Beth Waziq se menciona por primera vez en la segunda mitad del siglo VII, y las diócesis de ʿUkbara, al-Radhan, Nifr y al-Qasra probablemente se fundaron en el siglo IX. El primer obispo de ʿUkbara cuyo nombre se ha registrado, Hakima, fue consagrado por el patriarca Sargis circa 870, y los obispos de al-Qasra, al-Radhan y Nifr se mencionan por primera vez en el siglo X. Un obispo de 'al-Qasr y Nahrawan' se convirtió en patriarca en 963, y luego consagró obispos para al-Radhan y para 'Nifr y al-Nil'. La lista de Eliya ayuda a confirmar la impresión que dan las fuentes literarias, que las comunidades siríacas orientales en Beth Aramaye eran más prósperas en el siglo X.
Una lista parcial de obispos presentes en la consagración del patriarca Yohannan IV en 900 incluyó a varios obispos de la provincia del patriarca, incluidos los obispos de Zabe y Beth Daraye y también los obispos Ishoʿzkha de 'los Gubeans', Hnanishoʿ de Delasar, Quriaqos de Meskene y Yohannan 'de los judíos'. Las últimas cuatro diócesis no se mencionan en ningún otro lugar y no se pueden localizar satisfactoriamente.
En el siglo XI el declive comenzó a establecerse. La diócesis de Hirta (al-Hira) llegó a su fin, y otras cuatro diócesis se combinaron en dos: Nifr y al-Nil con Zabe (al-Zawabi y al-Nuʿmaniya), y Beth Waziq (al-Buwazikh) con Shenna d'Beth Ramman (al-Sin). Tres diócesis más dejaron de existir en el siglo XII. Las diócesis de Piroz Shabur (al-Anbar) y Qasr y Nahrawan se mencionan por última vez en 1111, y la diócesis principal de Kaskar en 1176. Para la elección patriarcal de 1222, la tutela del trono patriarcal vacante, el privilegio tradicional del obispo de Kaskar, había pasado a los metropolitanos de ʿIlam. La tendencia de declive continuó en el siglo XIII. La diócesis de Zabe y Nil se menciona por última vez durante el reinado de Yahballaha II (1190-1222), y la diócesis de ʿUkbara en 1222. Se sabe que solo existían tres diócesis a fines del siglo XIII: Beth Waziq y Shenna, Beth Daron (Ba Daron), y (quizás debido a su posición protegida entre el Tigris y el Jabal Hamrin) Tirhan. Sin embargo, las comunidades siríacas orientales también pueden haber persistido en distritos que ya no tenían obispos: un monje llamado Giwargis copió un manuscrito de 1276 en el monasterio de Mar Yonan 'en el Éufrates, cerca de Piroz Shabur, que es Anbar', casi siglo y medio después de la última mención de un obispo de Anbar.

#### Provincia de Elam
De las siete diócesis sufragáneas atestiguadas en la provincia de Beth Huzaye en 576, solo cuatro aún existían a fines del siglo IX. La diócesis de Ram Hormizd parece haber caducado, y las diócesis de Karka d'Ledan y Mihrganqadaq se habían combinado con las diócesis de Susa e Isfahán respectivamente. En 893, Eliya de Damasco enumeró cuatro diócesis sufragáneas en la 'eparquía de Jundishapur', en el siguiente orden: Karkh Ladan y al-Sus (Susa y Karha d'Ledan), al-Ahwaz (Hormizd Ardashir), Tesr (Shushter) y Mihrganqadaq (Isfahán y Mihraganqadaq). Es dudoso que alguna de estas diócesis sobreviviera hasta el siglo XIV. La diócesis de Shushter se menciona por última vez en 1007/1008, Hormizd Ardashir en 1012, Isfahán en 1111 y Susa en 1281. Solo la diócesis metropolitana de Jundishapur ciertamente sobrevivió hasta el siglo XIV, y con un prestigio adicional. ʿIlam había ocupado durante siglos el primer lugar entre las provincias metropolitanas de la Iglesia del Oriente, y su metropolitano disfrutaba del privilegio de consagrar un nuevo patriarca y sentarse a su derecha en los sínodos. En 1222, como consecuencia de la desaparición de la diócesis de Kaskar en la provincia del patriarca, también había adquirido el privilegio de custodiar el trono patriarcal vacante.
El autor siríaco oriental ʿAbdishoʿ de Nísibis, que escribió a finales del siglo XIII, mencionó al obispo Gabriel de Shahpur Khwast (actual Hurremabad), que quizás floreció durante el siglo X. Por su ubicación geográfica, Shahpur Khwast podría haber sido una diócesis en la provincia de ʿIlam, pero no se menciona en ninguna otra fuente.

#### Provincia de Nísibis
La provincia metropolitana de Nísibis tuvo varias diócesis sufragáneas en diferentes períodos, incluidas las diócesis de Arzún, Beth Rahimaï, Beth Qardu (más tarde rebautizada como Tamanon), Beth Zabdaï, Qube d'Arzun, Balad, Shigar (Sinyar), Armenia, Harrán y Callinicus (Al Raqa), Maiperqat (con Amida y Mardin), Reshʿaïna y Qarta y Adarma.
Probablemente durante el período omeya la diócesis siríaca oriental de Armenia estuvo adscrita a la provincia de Nísibis. El obispo Artashahr de Armenia estuvo presente en el sínodo de Dadishoʿ en 424, pero la diócesis no fue asignada a una provincia metropolitana. A finales del siglo XIII, Armenia era sin duda una diócesis sufragánea de la provincia de Nísibis, y su dependencia probablemente se remontaba al siglo VII u VIII. Los obispos de Armenia parecen haberse establecido en la ciudad de Halat (Ahlat) en la orilla norte del lago Van.
La conquista árabe permitió a los sirios orientales trasladarse al oeste de Mesopotamia y establecer comunidades en Damasco y otras ciudades que anteriormente habían estado en territorio romano, donde vivían junto a comunidades sirias ortodoxas, armenias y melquitas mucho más grandes. Algunas de estas comunidades occidentales fueron colocadas bajo la jurisdicción de los metropolitanos siríacos orientales de Damasco, pero otras fueron adscritas a la provincia de Nísibis. Este último incluía una diócesis de Harrán y Callinicus (Al Raqa), atestiguada por primera vez en el siglo VIII y mencionada por última vez hacia fines del siglo XI, y una diócesis en Maiperqat, mencionada por primera vez a fines del siglo XI, cuyos obispos también fueron responsable de las comunidades siríacas del este en Amida y Mardin. Las listas de diócesis de la provincia de Nísibis durante los siglos XI y XIII también mencionan una diócesis de la ciudad siria de Reshʿaïna (Ras al-Ayn). Reshʿaïna es un lugar plausible para una diócesis siríaca oriental en este período, pero no se conoce a ninguno de sus obispos.

#### Provincia de Maishan
La provincia de Maishan parece haber llegado a su fin en el siglo XIII. La diócesis metropolitana de Prath d'Maishan se menciona por última vez en 1222, y las diócesis sufragáneas de Nahargur (ʿAbdasi), Karka d'Maishan (Dastumisan) y Rima (Nahr al-Dayr) probablemente dejaron de existir bastante antes. La diócesis de Nahargur se menciona por última vez a finales del siglo IX, en la lista de Eliya de Damasco. El último obispo conocido de Karka d'Maishan, Abraham, estuvo presente en el sínodo celebrado por el patriarca Yohannan IV poco después de su elección en 900, y un obispo anónimo de Rima asistió a la consagración de Eliya I en Bagdad en 1028.

#### Provincias de Mosul y Erbil
Erbil, la ciudad principal de Adiabene, perdió gran parte de su importancia anterior con el crecimiento de la ciudad de Mosul, y durante el reinado del patriarca Timoteo I (780-823) la sede de los metropolitanos de Adiabene se trasladó a Mosul. Las diócesis de Adiabene fueron gobernadas por un 'metropolitano de Mosul y Erbil' durante los siguientes cuatro siglos y medio. Alrededor de 1200, Mosul y Erbil se convirtieron en provincias metropolitanas separadas. El último metropolitano conocido de Mosul y Erbil fue Tittos, nombrado por Eliya III (1175-1189). A partir de entonces, los obispos metropolitanos separados de Mosul y Erbil se registran en una serie bastante completa desde 1210 hasta 1318.
Durante los períodos omeya y abasí se establecieron cinco nuevas diócesis en la provincia de Mosul y Erbil: Marga, Salakh, Haditha, Taimana y Hebton. Las diócesis de Marga y Salakh, que cubren los distritos alrededor de Amadiya y Aqrah, se mencionan por primera vez en el siglo VIII, pero pueden haberse creado antes, quizás en respuesta a la competencia de Siria occidental en la región de Mosul en el siglo VII. La diócesis de Marga persistió hasta el siglo XIV, pero la diócesis de Salakh se menciona por última vez en el siglo IX. En el siglo VIII también había una diócesis siríaca oriental para la ciudad de Hdatta.(Haditha) en el Tigris, que persistió hasta el siglo XIV. La diócesis de Taimana, que abarcaba el distrito al sur del Tigris en las cercanías de Mosul e incluía el monasterio de Mar Mikha'il, está atestiguada entre los siglos VIII y X, pero no parece haber persistido hasta el siglo XIII.
Un número de obispos siríaco orientales están atestiguados entre los siglos VIII y XIII para la diócesis de Hebton, una región del noroeste de Adiabene al sur del Gran Zab, adyacente al distrito de Marga. No está claro cuándo se creó la diócesis, pero se menciona por primera vez con el nombre de 'Hnitha y Hebton' en 790. Hnitha era otro nombre de la diócesis de Maʿaltha, y se dice que el patriarca Timoteo I unió las diócesis de Hebton y Ḥnitha para castigar la presunción del obispo Rustam de Hnitha, que se había opuesto a su elección. La unión no fue permanente, y en el siglo XI, Hebton y Maʿaltha volvieron a ser diócesis separadas.
A mediados del siglo VIII la diócesis de Adarbaigan, anteriormente independiente, era una diócesis sufragánea de la provincia de Adiabene.

#### Provincia de Beth Garmaï
En su apogeo, a finales del siglo VI, había al menos nueve diócesis en la provincia de Beth Garmaï. Como en Beth Aramaye, la población cristiana de Beth Garmaï comenzó a disminuir en los primeros siglos de dominio musulmán, y el declive de la provincia se refleja en la reubicación forzosa de la metrópoli de Karka d'Beth Slokh (Kirkuk) en el siglo IX y la desaparición paulatina de todas las diócesis sufragáneas de la provincia entre los siglos VII y XII. Las diócesis de Hrbath Glal y Barhis se mencionan por última vez en 605; Mahoze d'Arewan alrededor del 650; Karka d'Beth Slokh alrededor de las 830; Khanijar en 893; Lashom alrededor de 895; Tahal alrededor de 900; Shahrgard en 1019; y Shahrzur alrededor de 1134. A principios del siglo XIV el metropolitano de Beth Garmaï, que entonces estaba establecido en Daquqa, fue el único obispo remanente de la una vez floreciente provincia.

### Provincias exteriores

#### Fars y Arabia
A principios del siglo VII había varias diócesis en la provincia de Fars y sus dependencias en el norte de Arabia (Beth Qatraye). Fars fue marcada por sus conquistadores árabes por un proceso de islamización completo, y el cristianismo declinó más rápidamente en esta región que en cualquier otra parte del antiguo Imperio sasánida. El último obispo conocido de la sede metropolitana de Rev Ardashir fue ʿAbdishoʿ, que estuvo presente en la entronización del patriarca ʿAbdishoʿ III en 1138. En 890 Eliya de Damasco enumeró las sedes sufragáneas de Fars, en orden de antigüedad, como Shiraz, Istakhr, Shapur (probablemente identificado con Bih Shapur, es decir, Kazrun), Karman, Darabgard, Shiraf (Ardashir Khurrah), Marmadit y la isla de Socotora. Solo se conocen dos obispos de las diócesis del continente: Melek de Darabgard, que fue depuesto en la década de 560, y Gabriel de Bih Shapur, quien estuvo presente en la entronización de ʿAbdishoʿ I en 963. Los mongoles perdonaron a Fars por su oportuna sumisión en la década de 1220, pero para entonces parece haber quedado pocos cristianos, aunque una comunidad siríaca oriental (probablemente sin obispos) sobrevivió en Ormuz. Esta comunidad se menciona por última vez en el siglo XVI.
De las diócesis del norte de Arabia, Mashmahig se menciona por última vez alrededor de 650, y Dairin, Omán (Beth Mazunaye), Hajar y Hatta en 676. Socotora siguió siendo un puesto avanzado aislado del cristianismo en el mar Arábigo, y su obispo asistió a la entronización del patriarca Yahballaha III en 1281. Marco Polo visitó la isla en la década de 1280 y afirmó que tenía un arzobispo siríaco oriental, con un obispo sufragáneo en la cercana "Isla de Males". En un testimonio casual de la impresionante extensión geográfica de la Iglesia del Oriente en el período abasí, Tomás de Marga mencionó que Yemen y Saná tuvieron un obispo llamado Pedro durante el reinado del patriarca Abraham II (837-850) que había servido anteriormente en China. Esta diócesis no se volvió a mencionar.

#### Jorasán y Segestán
Timoteo I consagró a un metropolitano llamado Hnanishoʿ para Sarbaz en la década de 790. Esta diócesis no se volvió a mencionar. En 893 Eliya de Damasco registró que la provincia metropolitana de Merv tenía sedes sufragáneas en 'Dair Hans', 'Damadut' y 'Daʿbar Sanai', tres distritos cuyas ubicaciones se desconocen por completo.
En el siglo XI el cristianismo siríaco oriental estaba en declive en Jorasán y Segestán. El último metropolitano conocido de Merv fue ʿAbdishoʿ, que fue consagrado por el patriarca Mari (987-1000). El último metropolitano conocido de Herat fue Giwargis, que floreció durante el reinado de Sabrishoʿ III (1064-1072). Si alguna de las diócesis sufragáneas todavía existía en este período, no se menciona. Las comunidades cristianas urbanas que sobrevivieron en Jorasán sufrieron un duro golpe a principios del siglo XIII, cuando Gengis Kan asaltó las ciudades de Merv, Nishapur y Herat en 1220. Sus habitantes fueron masacrados, y aunque las tres ciudades fueron refundadas poco después, es probable que a partir de entonces solo tuvieran pequeñas comunidades siríacas orientales. Sin embargo, al menos una diócesis sobrevivió hasta el siglo XIII. En 1279 un obispo anónimo de Tus entretuvo a los monjes Bar Sawma y Marqos en el monasterio de Mar Sehyon cerca de Tus durante su peregrinación de China a Jerusalén.

#### Media
En 893 Eliya de Damasco incluyó a Hulwan como provincia metropolitana, con diócesis sufragáneas para Dinawar (al-Dinur), Hamadán, Nihawand y al-Kuj. 'Al-Kuj' no se puede localizar fácilmente y se ha identificado tentativamente con Karaj d'Abu Dulaf. Poco se sabe acerca de estas diócesis sufragáneas, excepto por referencias aisladas a obispos de Dinawar y Nihawand, y a finales del siglo XII, Hulwan y Hamadán eran probablemente los únicos centros sobrevivientes del cristianismo siríaco oriental en Media. A principios del siglo XIII, la sede metropolitana de Hulwan fue trasladada a Hamadán, como consecuencia del declive de la importancia de Hulwan. El último obispo conocido de Hulwan y Hamadán, Yohannan, floreció durante el reinado de Eliya III.(1176-1190). Hamadán fue saqueada en 1220, y durante el reinado de Yahballaha III también fue en más de una ocasión el escenario de disturbios anticristianos. Es posible que su población cristiana a fines del siglo XIII fuera realmente pequeña, y no se sabe si todavía era la sede de un obispo metropolitano.

#### Rai y Tabaristán
La diócesis de Rai fue elevada a la categoría metropolitana en 790 por el patriarca Timoteo I. Según Eliya de Damasco Gurgan era una diócesis sufragánea de la provincia de Rai en 893. Es dudoso que alguna de las dos diócesis existiera todavía a finales del siglo XIII. El último obispo conocido de Rai, ʿAbd al-Masih, estuvo presente en la consagración de ʿAbdishoʿ II en 1075 como 'metropolitano de Hulwan y Rai', sugiriendo que la sede episcopal de los obispos de Rai había sido transferida a Hulwan. Según el Mukhtasar de 1007/1008, la diócesis de 'Gurgan, Bilad al-Jibal y Dailam' había sido suprimida, 'debido a la desaparición del cristianismo en la región'.

#### Pequeña Armenia
El distrito de Arran o Pequeña Armenia en el Azerbaiyán moderno, con su ciudad principal Bardaʿa, fue una provincia metropolitana siríaca oriental en los siglos X y XI, y representó la extensión más septentrional de la Iglesia del Oriente. Una nota manuscrita de 1137 menciona que la diócesis de Bardaʿa y Armenia ya no existían, y que las responsabilidades de sus metropolitanos habían sido asumidas por el obispo de Halat.

#### Dailam, Gilán y Muqan
La Iglesia del Oriente en Dailam y Gilán emprendió un importante impulso misionero hacia finales del siglo VIII por iniciativa del patriarca Timoteo I (780-823), dirigido por tres metropolitanos y varios obispos sufragáneos del monasterio de Beth ʿAbe. Tomás de Marga, quien dio un relato detallado de esta misión en el Libro de los Gobernadores, conservó los nombres de los obispos siríacos orientales enviados a Dailam:

Mar Qardagh, Mar Shubhalishoʿ y Mar Yahballaha fueron elegidos metropolitanos de Gilán y de Dailam; y Tomás de Hdod, Zakkai de Beth Mule, Shem Bar Arlaye, Ephrem, Shemʿon, Hnanya y David, quienes fueron con ellos desde este monasterio, fueron elegidos y consagrados obispos de esos países.

La provincia metropolitana de Dailam y Gilán creada por Timoteo I era transitoria. Los misioneros musulmanes comenzaron a convertir la región de Dailam al islam en el siglo IX y, a principios del siglo XI la diócesis siríaca oriental de Dailam, para entonces unida a Gurgan como diócesis sufragánea de Rai, ya no existía.
Timoteo I también consagró un obispo llamado Eliya para el distrito de Muqan en el Caspio, una diócesis que no se menciona en ninguna otra parte y probablemente también de corta duración.

#### Turquestán
En Asia Central, el patriarca Sliba-zkha (714-28) creó una provincia metropolitana para Samarcanda, y un metropolitano de Samarcanda está atestiguado en 1018. Samarcanda se rindió a Gengis Kan en 1220, y aunque muchos de sus ciudadanos fueron asesinados, la ciudad no fue destruida. Marco Polo mencionó una comunidad siríaca oriental en Samarcanda en la década de 1270. Timoteo I (780-823) consagró un metropolitano para Beth Turkaye, "el país de los turcos". Beth Turkaye se ha distinguido de Samarcanda por el erudito francés Dauvillier, quien señaló que ʿAmr enumeró las dos provincias por separado, pero bien puede haber sido otro nombre para la misma provincia. Eliya III (1176-1190) creó una provincia metropolitana para Kashgar y Nevaketh.

#### India
India, que contaba con una importante comunidad siríaca oriental al menos desde el siglo III (los cristianos de Santo Tomás), se convirtió en una provincia metropolitana de la Iglesia del Oriente en el siglo VII. Aunque se han conservado pocas referencias a su clero, el colofón de un manuscrito copiado en 1301 en la iglesia de Mar Quriaqos en Cranganor menciona al metropolitano Ya ʿqob de la India. La sede metropolitana de la India en este período fue probablemente Cranganor, descrita en este manuscrito como 'la ciudad real', y la principal fortaleza de la Iglesia siríaca oriental en la India estaba a lo largo de la costa de Malabar, donde estaba cuando los portugueses llegaron a la India a principios del siglo XVI. También había comunidades siríacas orientales en la costa este, alrededor de Madrás y el santuario de Santo Tomás en Meliapur.

#### Islas del Mar
Una provincia metropolitana siríaca oriental en las "Islas del Mar" existió en algún momento entre los siglos XI y XIV; esto puede ser una referencia a las Indias Orientales. El patriarca Sabrishoʿ III (1064-1072) envió al metropolitano Hnanishoʿ de Jerusalén en una visita a 'las Islas del Mar'. Estas 'Islas del Mar' bien pueden haber sido las Indias Orientales, como una lista de provincias metropolitanas compilada por el escritor siríaco oriental ʿAbdishoʿ de Nísibis a principios del siglo XIV incluye la provincia 'de las Islas del Mar entre Dabag, Sin y Masin'. Sin y Masin parecen referirse al norte y sur de China respectivamente, y Dabag a Java, lo que implica que la provincia cubría al menos algunas de las islas de las Indias Orientales. La memoria de esta provincia perduró hasta el siglo XVI. En 1503 el patriarca Eliya V, en respuesta a la solicitud de una delegación de los cristianos siríacos orientales de Malabar, también consagró varios obispos 'para la India y las islas del mar entre Dabag, Sin y Masin'.

#### China y Tíbet

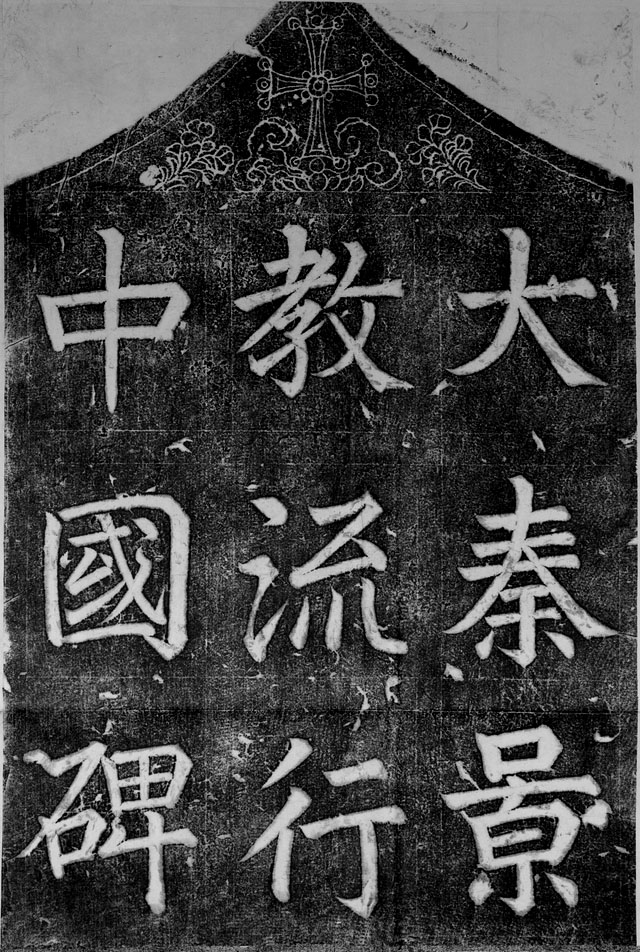
El tocado de la estela nestoriana erigida en 781: 'La tablilla de la difusión de la brillante enseñanza de Ta-ch'in [Siria] en China'

La Iglesia del Oriente es quizás más conocida hoy en día por su trabajo misionero en China durante la dinastía Tang. La primera misión cristiana registrada a China fue dirigida por un cristiano nestoriano con el nombre chino Alopen, que llegó a la capital china Chang'an en 635. En 781 se erigió una tableta (comúnmente conocida como la estela nestoriana) en el terrenos de un monasterio cristiano en la capital china, Chang'an, por la comunidad cristiana de la ciudad, que muestra una larga inscripción en chino con glosas ocasionales en siríaco. La inscripción describía el accidentado progreso de la misión nestoriana en China desde la llegada de Alopen.
China se convirtió en una provincia metropolitana de la Iglesia del Oriente, bajo el nombre de Beth Sinaye, en el primer cuarto del siglo VIII. Según el escritor del siglo XIV ʿAbdishoʿ de Nísibis, la provincia fue establecida por el patriarca Sliba-zkha (714-728). Argumentando a partir de su posición en la lista de provincias exteriores, que implicaba una fundación del siglo VIII, y por motivos de probabilidad histórica general, ʿAbdishoʿ refutó las afirmaciones alternativas de que la provincia de Beth Sinaye había sido fundada por el patriarca del siglo V Ahha (410-414) o el patriarca del siglo VI Shila (503-523).
La inscripción de la estela nestoriana fue compuesta en 781 por Adam, 'sacerdote, obispo y papash de Sinistan', probablemente el metropolitano de Beth Sinaye, y la inscripción también menciona a los archidiáconos Gigoi de Khumdan [Chang'an] y Gabriel de Sarag [Lo-yang]; Yazdbuzid, 'sacerdote y obispo del país de Khumdan'; Sargis, 'sacerdote y obispo del país'; y el obispo Yohannan. Estas referencias confirman que la Iglesia del Oriente en China tenía una jerarquía bien desarrollada a finales del siglo VIII, con obispos en ambas capitales del norte, y probablemente había otras diócesis además de Chang'an y Lo-yang. Poco después, Tomás de Marga mencionó al monje David de Beth ʿAbe, quien fue metropolitano de Beth Sinaye durante el reinado de Timoteo I (780-823). Se dice que Timoteo I también consagró un metropolitano para el Tíbet (Beth Tuptaye), una provincia que no se menciona nuevamente. La provincia de Beth Sinaye fue mencionada por última vez en 987 por el escritor árabe Abu'l Faraj, quien conoció a un monje nestoriano que había regresado recientemente de China, quien le informó que 'el cristianismo estaba extinto en China; los cristianos nativos habían perecido de una forma u otra; la iglesia que habían usado había sido destruida; y solo quedaba un cristiano en la tierra'.

#### Siria, Palestina, Cilicia y Egypto
Aunque el principal impulso misionero siríaco oriental fue hacia el este, las conquistas árabes allanaron el camino para el establecimiento de comunidades siríacas orientales al oeste del corazón del norte mesopotámico de la Iglesia, en Siria, Palestina, Cilicia y Egipto. Damasco se convirtió en la sede de un metropolitano siríaco oriental a fines del siglo VIII, y la provincia tenía cinco diócesis sufragáneas en 893: Alepo, Jerusalén, Mambeg, Mopsuestia y Tarso y Malatya.
Según Tomás de Marga la diócesis de Damasco se estableció en el siglo VII como diócesis sufragánea en la provincia de Nísibis. El primer obispo conocido de Damasco, Yohannan, está atestiguado en 630. Su título era 'obispo de los dispersos de Damasco', presumiblemente una población de refugiados siríacos orientales desplazados por las guerras romano-persas. Damasco fue elevada a la categoría de metropolitana por el patriarca Timoteo I (780-823). En 790 el obispo Shallita de Damasco todavía era un obispo sufragáneo. Algún tiempo después de 790, Timoteo consagró al futuro patriarca Sabrishoʿ II (831-835) como el primer metropolitano de la ciudad. Varios metropolitanos de Damasco están atestiguados entre los siglos IX y XI, incluido Eliya ibn ʿUbaid, que fue consagrado en 893 por el patriarca Yohannan III y llevaba el título de 'metropolitano de Damasco, Jerusalén y la Costa (probablemente una referencia a las comunidades siríacas orientales en Cilicia)'. El último metropolitano conocido de Damasco, Marqos, fue consagrado durante el reinado del patriarca ʿAbdishoʿ II (1074-1090). No está claro si la diócesis de Damasco sobrevivió hasta el siglo XII.
Aunque se sabe poco sobre su sucesión episcopal, la diócesis siríaca oriental de Jerusalén parece haber seguido siendo una diócesis sufragánea en la provincia de Damasco durante los siglos IX, X y XI. El primer obispo conocido de Jerusalén fue Eliya Ibn ʿUbaid, quien fue nombrado metropolitano de Damasco en 893 por el patriarca Yohannan III. Casi dos siglos después, un obispo llamado Hnanishoʿ fue consagrado para Jerusalén por el patriarca Sabrishoʿ III (1064-1072).
Se sabe poco sobre la diócesis de Alepo, y menos aún sobre las diócesis de Mambeg, Mopsuestia, Tarso y Malatya. Las fuentes literarias han conservado el nombre de un solo obispo de estas regiones, Ibn Tubah, que fue consagrado para Alepo por el patriarca Sabrishoʿ III en 1064.
Varios obispos siríacos orientales de Egipto están atestiguados entre los siglos VIII y XI. El primer obispo conocido, Yohannan, está atestiguado a principios del siglo VIII. Sus sucesores incluyeron a Sulaiman, consagrado por error por el patriarca ʿAbdishoʿ I (983-986) y recordado cuando se descubrió que la diócesis ya tenía un obispo; Joseph al-Shirazi, herido durante un motín en 996 en el que fueron atacadas iglesias cristianas en Egipto; Yohannan de Haditha, consagrado por el patriarca Sabrishoʿ III en 1064; y Marqos, presente en la consagración del patriarca Makkikha I en 1092. Es dudoso que la diócesis siríaca oriental de Egipto sobreviviera hasta el siglo XIII.

## Período mongol
A finales del siglo XIII la Iglesia del Oriente todavía se extendía por Asia hasta China. Veintidós obispos estuvieron presentes en la consagración de Yahballaha III en 1281, y aunque la mayoría de ellos eran de las diócesis del norte de Mesopotamia, los metropolitanos de Jerusalén, ʿIlam y Tangut (noroeste de China), y los obispos de Susa y el isla de Socotora también estuvieron presentes. Durante su viaje de China a Bagdad en 1279, un obispo anónimo de Tus en el noreste de Persia les ofreció hospitalidad a Yahballaha y Bar Sawma, lo que confirmó que todavía había una comunidad cristiana en Jorasán, aunque reducida. India tenía un metropolitano llamado Ya ʿqob a principios del siglo XIV, mencionado junto con el patriarca Yahballaha 'el quinto (sic), el Turco' en un colofón de 1301. En la década de 1320, el biógrafo de Yahballaha elogió el progreso realizado por la Iglesia del Oriente en la conversión de los 'indios, chinos y turcos', sin sugerir que este logro fuera bajo amenaza. En 1348 ʿAmr enumeró veintisiete provincias metropolitanas que se extendían desde Jerusalén hasta China, y aunque su lista puede ser anacrónica en varios aspectos, seguramente fue acertado al describir una Iglesia cuyos horizontes aún se extendían mucho más allá de Kurdistán. La estructura provincial de la Iglesia en 1318 era muy similar a la que había sido cuando se estableció en 410 en el sínodo de Isaac, y muchas de las diócesis del siglo XIV existían, aunque quizás con un nombre diferente, novecientos años antes.

### Provincias del interior
Al mismo tiempo, sin embargo, se habían producido cambios significativos que solo se reflejaban parcialmente en la estructura organizativa de la Iglesia. Entre los siglos VII y XIV, el cristianismo desapareció gradualmente en el sur y el centro de Irak (las provincias eclesiásticas de Maishan, Beth Aramaye y Beth Garmaï). Había doce diócesis en la provincia patriarcal de Beth Aramaye a principios del siglo XI, de las cuales solo tres (Beth Waziq, Beth Daron y Tirhan, todas muy al norte de Bagdad) sobrevivieron hasta el siglo XIV. Había cuatro diócesis en Maishan (el distrito de Basora) a finales del siglo IX, solo una de las cuales (la diócesis metropolitana de Prath d'Maishan) sobrevivió hasta el siglo XIII, para ser mencionada por última vez en 1222. Había al menos nueve diócesis en la provincia de Beth Garmaï en el siglo VII, de las cuales solo una (la diócesis metropolitana de Daquqa) sobrevivió hasta el siglo XIV. La desaparición de estas diócesis fue un proceso lento y aparentemente pacífico (que se puede rastrear con cierto detalle en Beth Aramaye, donde las diócesis se fusionaron repetidamente durante un período de dos siglos), y es probable que la consolidación del islam en estos distritos fuera acompañada por una migración gradual de cristianos siríacos orientales hacia el norte de Irak, cuya población cristiana era más numerosa y estaba más arraigada, no solo en las ciudades sino en cientos de aldeas cristianas establecidas desde hacía mucho tiempo.
A finales del siglo XIII, aunque persistían puestos avanzados aislados siríaco orientales al sureste del Gran Zab, los distritos del norte de Mesopotamia incluidos en las provincias metropolitanas de Mosul y Nísibis eran claramente considerados como el corazón de la Iglesia del Oriente. Cuando los monjes Bar Sawma y Marqos (el futuro patriarca Yahballaha III) llegaron a Mesopotamia desde China a fines de la década de 1270, visitaron varios monasterios e iglesias siríacas orientales:

Llegaron a Bagdad y de allí fueron a la gran iglesia de Kokhe y al monasterio del apóstol Mar Mari, y recibieron una bendición de las reliquias de ese país. Y desde allí volvieron y llegaron al país de Beth Garmaï, y recibieron bendiciones del santuario de Mar Ezekiel, que estaba lleno de ayudas y curaciones. Y de allí fueron a Erbil, y de allí a Mosul. Y fueron a Shigar, Nísibis y Mardin, y fueron bendecidos por el santuario que contenía los huesos de Mar Awgin, el segundo Cristo. Y de allí fueron a Gazarta d'Beth Zabdaï, y fueron bendecidos por todos los santuarios y monasterios, y las casas religiosas, y los monjes y los padres de sus diócesis.

Con la excepción de la iglesia patriarcal de Kokhe en Bagdad y el cercano monasterio de Mar Mari, todos estos sitios estaban bien al norte de Bagdad, en los distritos del norte de Mesopotamia, donde el histórico cristianismo siríaco oriental sobrevivió hasta el siglo XX.
Un patrón similar es evidente varios años después. Once obispos estuvieron presentes en la consagración del patriarca Timoteo II en 1318: los metropolitanos José de ʿIlam, ʿAbdishoʿ de Nísibis y Sem ʿon de Mosul, y los obispos Sem ʿon de Beth Garmaï, Sem ʿon de Tirhan , Sem ʿon de Balad, Yohannan de Beth Waziq, Yohannan de Shigar , ʿAbdishoʿ de Hnitha, Isaac de Beth Daron e Isho ʿyahb de Tella y Barbelli (Marga). El propio Timoteo había sido metropolitano de Erbil antes de su elección como patriarca. Nuevamente, con la excepción de ʿIlam (cuyo metropolitano, José, estuvo presente en su calidad de 'guardián del trono' (natar kursya), todas las diócesis representadas estaban en el norte de Mesopotamia.

#### Provincias de Mosul y Erbil
A principios del siglo XIII había al menos ocho diócesis sufragáneas en las provincias de Mosul y Erbil: Haditha, Ma ʿaltha, Hebton, Beth Bgash, Dasen, Beth Nuhadra, Marga y Urmía. La diócesis de Hebton se menciona por última vez en 1257, cuando su obispo Gabriel asistió a la consagración del patriarca Makkikha II. La diócesis de Dasen definitivamente persistió en el siglo XIV, al igual que la diócesis de Marga, aunque pasó a llamarse Tella y Barbelli en la segunda mitad del siglo XIII. Es posible que las diócesis de Beth Nuhadra, Beth Bgash y Haditha también sobrevivieran hasta el siglo XIV. Haditha, de hecho, es mencionada como diócesis a principios del siglo XIV por ʿAbdishoʿ de Nísibis. Urmía también, aunque no se conoce a ninguno de sus obispos, también puede haber persistido como diócesis en el siglo XVI, cuando aparece nuevamente como la sede de un obispo siríaco oriental. La diócesis de Ma ʿaltha se menciona por última vez en 1281, pero probablemente persistió hasta el siglo XIV con el nombre de Hnitha. El obispo ʿAbdishoʿ 'de Hnitha', atestiguado en 1310 y 1318, era casi con certeza un obispo de la diócesis anteriormente conocida como Ma ʿaltha.

#### Provincia de Nísibis
El célebre escritor siríaco oriental ʿAbdishoʿ de Nísibis, él mismo metropolitano de Nísibis y Armenia, enumeró trece diócesis sufragáneas en la provincia 'de Soba (Nísibis) y la Siria mediterránea' a finales del siglo XIII, en el siguiente orden: Arzún, Qube, Beth Rahimaï, Balad, Shigar, Qardu, Tamanon, Beth Zabdaï, Halat, Harran, Amid, Resh ʿaïna y 'Adormiah' (Qarta y Adarma). Se ha argumentado de manera convincente que ʿAbdishoʿ estaba dando un resumen de las diócesis en la provincia de Nísibis en varios períodos de su historia en lugar de una lista auténtica de las diócesis de finales del siglo XIII, y es muy poco probable que las diócesis de Qube, Beth Rahimaï, Harran y Resh ʿaïna todavía existían en este período.
Se fundó una diócesis a mediados del siglo XIII al norte de Tur ʿAbdin para la ciudad de Hesna d'Kifa, quizás en respuesta a la inmigración siríaca oriental a las ciudades de la llanura del Tigris durante el período mongol. Al mismo tiempo, es posible que varias diócesis más antiguas hayan dejado de existir. Las diócesis de Qaimar y Qarta y Adarma se mencionan por última vez hacia fines del siglo XII, y la diócesis de Tamanon en 1265, y no está claro si persistieron hasta el siglo XIV. Las únicas diócesis de la provincia de Nísibis que existían definitivamente a finales del siglo XIII eran Armenia (cuyos obispos se establecieron en Halat en la orilla norte del lago Van), Shigar, Balad, Arzún y Maiperqat.

### Provincias exteriores

#### Arabia, Persia y Asia Central

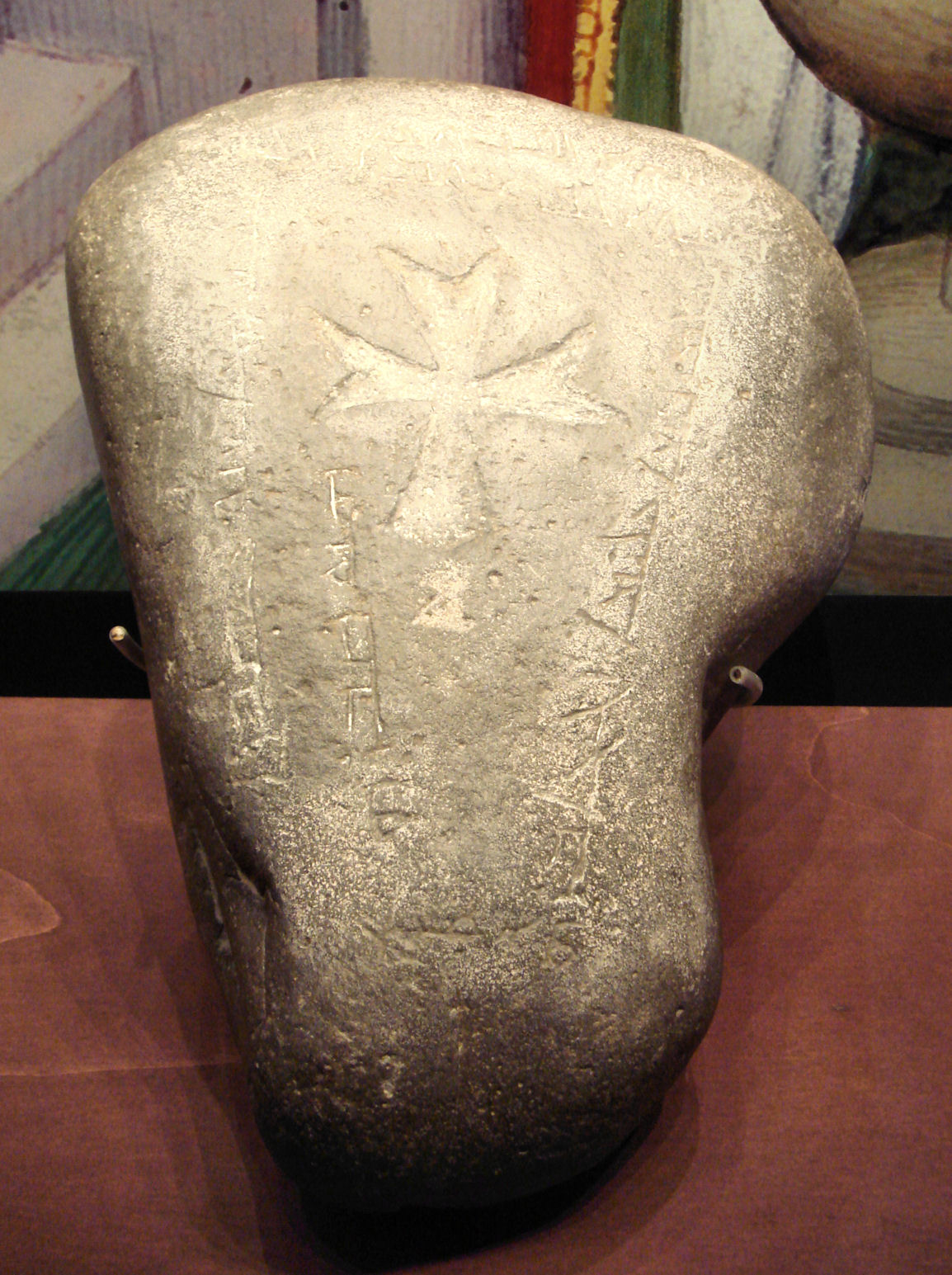
Lápida siríaca oriental de 1312 de Issyk Kul, con inscripción uigur

A finales del siglo XIII el cristianismo también estaba disminuyendo en las provincias exteriores. Entre los siglos VII y XIV el cristianismo desapareció gradualmente en Arabia y Persia. Había al menos cinco diócesis en el norte de Arabia en el siglo VII y nueve en Fars a fines del siglo IX, de las cuales solo una (la aislada isla de Socotora) sobrevivió hasta el siglo XIV. Había quizás veinte diócesis siríacas orientales en Media, Tabaristán, Jorasán y Segestán a finales del siglo IX, de las cuales sólo una (Tus en Jorasán) sobrevivió hasta el siglo XIII.
Las comunidades siríacas orientales de Asia Central desaparecieron durante el siglo XIV. La guerra continua al final hizo imposible que la Iglesia del Oriente enviara obispos para ministrar a sus congregaciones lejanas. La culpa de la destrucción de las comunidades cristianas al este de Irak se ha atribuido a menudo al líder turco-mongol Tamerlán, cuyas campañas durante la década de 1390 causaron estragos en Persia y Asia Central. No hay razón para dudar de que Tamerlán fue responsable de la destrucción de ciertas comunidades cristianas, pero en gran parte de Asia central el cristianismo había desaparecido décadas antes. La evidencia sobreviviente, incluida una gran cantidad de tumbas fechadas, indica que la crisis de la Iglesia del Oriente ocurrió en la década de 1340 en lugar de en la década de 1390. Se han encontrado pocas tumbas cristianas después de la década de 1340, lo que indica que las comunidades aisladas siríaco orientales en Asia Central, debilitadas por la guerra, las plagas y la falta de liderazgo, se convirtieron al islam a mediados del siglo XIV.

#### Adarbaigán
Aunque la Iglesia del Oriente estaba perdiendo terreno frente al islam en Irán y Asia Central, estaba logrando avances en otros lugares. La migración de cristianos del sur de Mesopotamia llevó a un renacimiento del cristianismo en la provincia de Adarbaigán, donde los cristianos podían practicar su religión libremente bajo la protección de los mongoles. Una diócesis siríaca oriental se menciona ya en 1074 en Urmía, y otras tres se crearon antes de finales del siglo XIII, una nueva sede metropolitana para la provincia de Adarbaigán (posiblemente reemplazando a la antigua provincia metropolitana de Arran, y con su sede en Tabriz), y otras tres para Eshnuq, Salmas y al-Rustaq (probablemente para identificarse con el distrito de Shemsdin de Hakkâri). El metropolitano de Adarbaigán estuvo presente en la consagración del patriarca Denha I en 1265, mientras que los obispos de Eshnuq, Salmas y al-Rustaq asistieron a la consagración de Yahballaha III en 1281. La fundación de estas cuatro diócesis probablemente reflejó una migración de cristianos siríacos orientales a las orillas del lago Urmía después de que las ciudades a orillas del lago se convirtieran en acantonamientos mongoles en la década de 1240. Según el historiador armenio Kirakos de Gandzak, la ocupación mongola de Adarbaigán permitió que se construyeran iglesias en Tabriz y Najicheván por primera vez en la historia de esas ciudades. Hubo comunidades cristianas sustanciales en ambas ciudades a finales del siglo XIII, y también en Maragha, Hamadán y Sultaniyyeh.

#### China

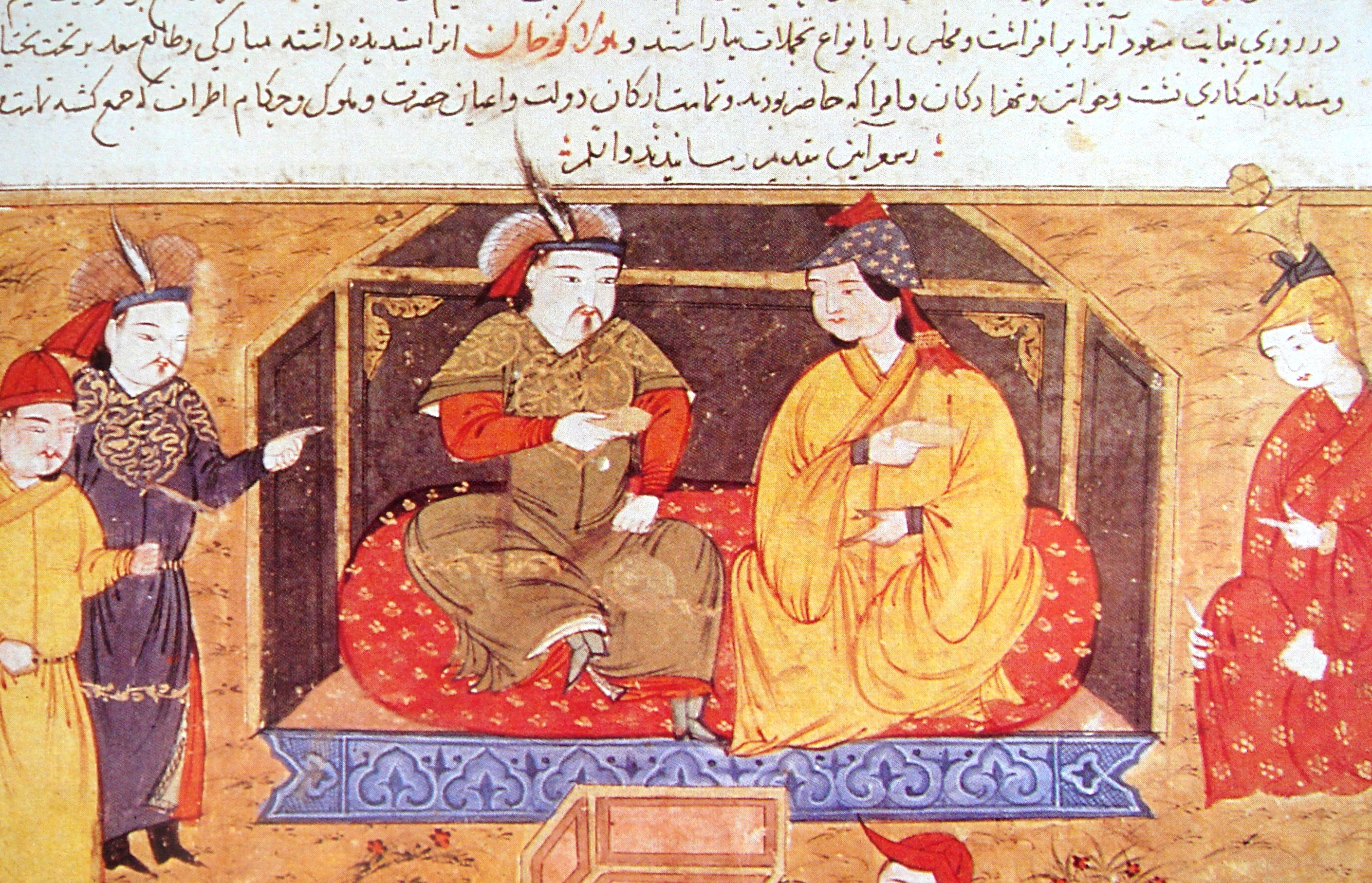
El kan mongol Hulagu y su reina cristiana Oroqina Khatun

También hubo ganancias cristianas temporales más allá. La conquista de China por los mongoles en la segunda mitad del siglo XIII permitió que la Iglesia siríaca oriental regresara a China y, a finales de siglo se habían creado dos nuevas provincias metropolitanas para China, Tangut y 'Katai y Ong'.
La provincia de Tangut cubría el noroeste de China y su metropolitano parece haberse asentado en Almalik. La provincia, evidentemente, tenía varias diócesis, a pesar de que ahora no pueden ser localizadas, como el metropolitano Shemʿon Bar Qaligh de Tangut fue arrestado por el patriarca Denha poco antes de su muerte en 1281 'junto con varios de sus obispos'.
La provincia de Katai [Cathay] y Ong, que parece haber reemplazado a la antigua provincia de la dinastía T'ang de Beth Sinaye, cubría el norte de China y el país de la tribu cristiana ongut alrededor del gran meandro del río Amarillo. Los metropolitanos de Katai y Ong probablemente se establecieron en la capital mongol Janbalic. El patriarca Yahballaha III creció en un monasterio en el norte de China en la década de 1270, y los metropolitanos Giwargis y Nestoris se mencionan en su biografía. Yahballaha mismo fue consagrado metropolitano de Katai y Ong por el patriarca Denha I poco antes de su muerte en 1281.
Durante la primera mitad del siglo XIV hubo comunidades cristianas siríacas orientales en muchas ciudades de China, y la provincia de Katai y Ong probablemente tuvo varias diócesis sufragáneas. En 1253, Guillermo de Rubruck mencionó a un obispo nestoriano en la ciudad de 'Segin' (Xijing, actual Datong en la provincia de Shanxi). La tumba de un obispo nestoriano llamado Shlemun, que murió en 1313, ha sido recientemente descubierta en Quanzhou en la provincia de Fujian. El epitafio de Shlemun lo describió como 'administrador de los cristianos y maniqueos de Manzi (sur de China)'. Marco Polo había informado anteriormente de la existencia de una comunidad maniquea en Fujian, que al principio se pensó que era cristiana, y no es de extrañar que esta pequeña minoría religiosa esté representada oficialmente por un obispo cristiano.
Las comunidades nestorianas del siglo XIV en China existían bajo la protección de los mongoles y se dispersaron cuando la dinastía Yuan de los mongoles fue derrocada en 1368.

#### Palestina y Chipre
Había comunidades siríacas orientales en Antioquía, Trípoli y Acre en la década de 1240. El metropolitano Abraham 'de Jerusalén y Trípoli' estuvo presente en la consagración del patriarca Yaballaha III en 1281. Abraham probablemente se estableció en la ciudad costera de Trípoli (todavía en manos de los cruzados hasta 1289) en lugar de Jerusalén, que había caído definitivamente a los mamelucos en 1241.
El bastión cruzado de Acre, la última ciudad de Tierra Santa bajo control cristiano, cayó en manos de los mamelucos en 1291. La mayoría de los cristianos de la ciudad, que no querían vivir bajo el dominio musulmán, abandonaron sus hogares y se reasentaron en el Chipre cristiano. Chipre tenía un obispo siríaco oriental en 1445, Timoteo, que hizo una profesión de fe católica en el Concilio de Florencia, y probablemente ya era la sede de un obispo o metropolitano siríaco oriental a fines del siglo XIII.